# Fernando de Brunswick
Fernando de Brunswick-Luneburgo (Wolfenbüttel, 12 de enero  de 1721-Vechelde, 3 de julio de  1792) fue un Mariscal de Campo que sirvió bajo las órdenes de Prusia durante la Guerra de Sucesión Austriaca y la Guerra de los Siete Años. Tomó el mando de un ejército anglo-alemán que operó en el oeste de Alemania y, a pesar de la inferioridad numérica de sus tropas, mantuvo a los ejércitos franceses en jaque en la zona del Rin (Westfalia, Hesse y Hannover) año tras año entre 1757 y 1762. Demostró tanto liderazgo militar como responsabilidad política y tacto diplomático. Fue gobernador de Magdeburgo entre 1755-1757 y 1763-1766.

## Biografía
Fernando de Brunswick nació el 12 de enero de 1721 en Wolfenbüttel. Fue el sexto hijo de Fernando Alberto II, duque de Brunswick-Luneburgo y la princesa Antonieta Amalia de Brunswick-Wolfenbüttel, pertenecía a la casa de Brunswick-Bevern.
Se incorporó al ejército de Prusia, con rango de coronel, en 1740 con solo 19 años. Ese mismo año comenzó la Guerra de Sucesión Austriaca. Fernando estuvo presente en las batallas de Mollwitz (1741), Chotusitz (1742) y Hohenfriedeberg (1745).
Su servicio más distinguido tuvo lugar en la batalla de Soor (30 de septiembre de 1745), cuando Carlos Alejandro de Lorena fue capaz de sorprender a Federico II de Prusia. En el momento clave de la batalla, Fernando de Brunswick no dudó en saltar de su caballo y encabezar un ataque con bayoneta contra el centro del ejército austriaco, rompiendo el frente enemigo y consiguiendo la victoria para las armas prusianas.
La Guerra de Sucesión Austriaca terminó en 1748 con el Tratado de Aquisgrán. En 1755 Federico II le nombró Gobernador de la ciudad de Magdeburgo, cargo que ocuparía hasta 1757.

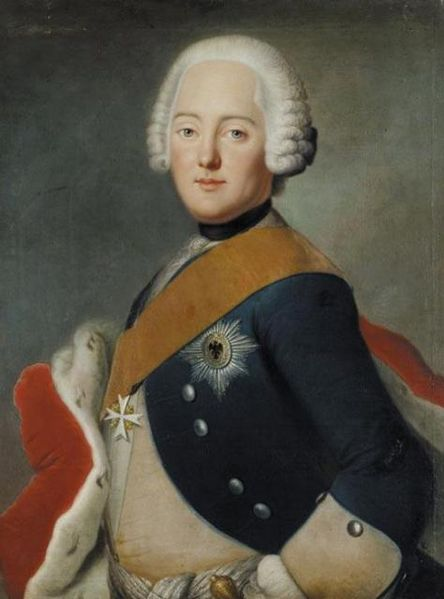
Fernando de Brunswick de joven. Obra de Antoine Pesne

### La guerra de los Siete Años
Al estallar la Guerra de los Siete Años, Fernando de Brunswick participó junto a Federico II en las batallas de Lobositz, Praga y Rossbach.
Tras la batalla de Hastenbeck, Guillermo Augusto, duque de Cumberland firmó la Convención de Klosterzeven, mediante la cual se comprometía a evacuar Hannover. Sin embargo, Jorge II de Gran Bretaña no lo aceptó y decidió continuar la guerra, por lo que preparó un nuevo ejército. Por recomendación de Federico II de Prusia, su mando fue confiado al Príncipe Fernando de Brunswick. Fernando de Brunswick tenía treinta y siete años de edad y ya ostentaba el grado de general.
En noviembre de 1757, Fernando abandona formalmente el servicio en el ejército prusiano y se hace cargo de un contingente de 30.000 soldados que, lejos de ser un ejército exclusivamente británico, es una coalición de tropas británicas, de Hesse, Hannover, Brunswick, Sajonia-Gotha y Schaumburg-Lippe.
Las fuerzas que le fueron encomendadas a Fernando de Brunswick estaban estacionadas en el río Elba. En febrero, Fernando decidió iniciar la campaña contra el ejército francés. Delante de él ya no se encontraba Louis François Armand de Vignerot du Plessis, duque de Richelieu, pues había sido sustituido por Luis de Borbón-Condé, conde de Clermont, que era totalmente inexperto en la guerra. Fernando le hizo retroceder de Celle, Hannover, Hameln y de la zona del río Weser con una pérdida francesa de 1.500 prisioneros.
Los franceses cruzaron el Rin, pero Fernando también lo cruzó, y el 23 de junio de 1758 forzó la batalla de Krefeld donde, a pesar de estar en inferioridad numérica, logró la victoria y produjo a los franceses 6.000 bajas. Tras la batalla, Fernando tomó Düsseldorf.
En noviembre de 1758 fue ascendido a Mariscal de Campo.
La corte de Luis XV de Francia reaccionó a la derrota sustituyendo al Conde de Clermont por el Mariscal Louis Georges Érasme de Contades, que llegó a la cabeza de refuerzos considerables. También dirigió a Charles de Rohan, Príncipe de Soubise con la orden de marchar hacia Hanau. Fernando de Brunswick, viendo la imposibilidad de mantenerse en la orilla occidental del Rin, se retiró hacia Westfalia.

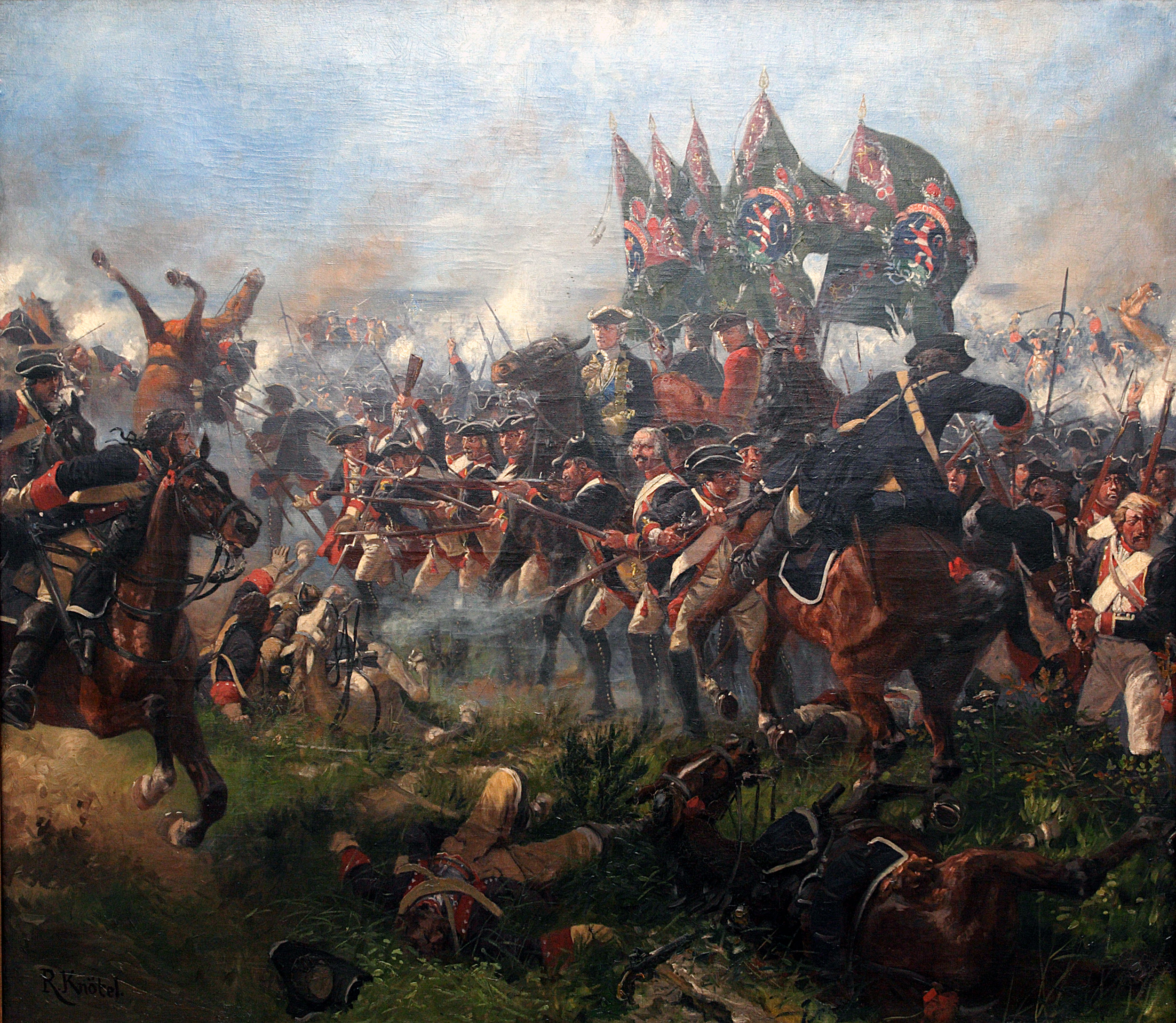
La batalla de Krefeld. Obra de Richard Knötel.

La campaña de 1759 empezó con la llegada de refuerzos británicos al mando de George Germain, I Vizconde de Sackville. Los franceses dieron comienzo a la campaña con la toma de Fráncfort del Meno. Fernando decidió desalojar a los franceses de la ciudad y marchó con 30.000 hombres contra ellos. Antes de llegar a la ciudad se encontró con un ejército francés de 35.000 soldados, al mando de Victor-François de Broglie, acampado en Bergen. Fernando atacó al ejército francés el 13 de abril de 1759. Hasta tres veces logró apoderarse del pueblo de Bergen, pero los franceses lo recuperaron. Al final, una maniobra de De Broglie decidió la batalla con un ataque al flanco aliado. Fernando de Brunswick se vio obligado a replegarse con 2.000 bajas y la pérdida de cinco piezas de artillería.
Esta derrota hizo que tanto el Mariscal Contades como el duque de Broglie presionasen a las tropas de Fernando, quien se mantuvo a la defensiva. Los franceses ocuparon Kassel, Münster y Minden, tras lo que se establecieron en una posición defendible cercana a esta última ciudad.
En estas condiciones desfavorables, Fernando de Brunswick optó por dar batalla, por lo que dejó un destacamento de 5.000 soldados como cebo para atraer a Contades y a De Broglie. El ejército francés bajaba de su posición para atacar al pequeño destacamento cuando descubrió que se enfrentaba a todo el ejército aliado que había marchado por la noche. El ejército francés fue obligado a presentar batalla en un terreno desfavorable -encajonado entre un río y un pantano- y fue derrotado duramente en la batalla de Minden. Las pérdidas francesas ascendieron a 8.000 hombres y treinta piezas de artillería. El ejército francés fue expulsado de Kassel, Münster y Marburgo. Tras esta batalla se le concedió la Orden de la Jarretera.
Durante el invierno de 1759-60, las tropas francesas del Rin y del Meno, comandadas por el duque de Broglie, habían sido reforzadas y contaban con 100.000 hombres. Fernando decidió atacarlas cuando se dirigían hacia Hesse, y el 10 de julio de 1760 fue derrotado en la batalla de Corbach, siendo además herido.
Días después se rehízo de la derrota y consiguió la victoria en la batalla de Emsdorf.
Estas batallas, sin embargo, no decidieron la campaña. Más importancia tuvo la batalla de Warburg, donde el ejército francés perdió 1.500 hombres y diez cañones.
A pesar de la derrota, los franceses consiguieron algunas ventajas en esta campaña y se apoderaron de Gotinga y Kassel.
Fernando de Brunswick puso sitio entonces a la ciudad de Wesel, adonde había llegado un ejército francés de 25.000 hombres al mando de Charles Eugène de La Croix de Castries, Marqués de Castries. El 16 de octubre, Fernando realiza un ataque nocturno, pero es descubierto y repelido. En este combate, conocido como batalla de Kloster, Fernando perdió 1.200 hombres.
La campaña de 1761 la inició Fernando de Brunswick en febrero. Atacó a las tropas francesas a lo largo de los territorios de Hannover y Hesse, empujando al Duque de Broglie hacia el Meno. Sin embargo, los franceses reaccionaron buscando una unión entre los ejércitos del Duque de Broglie y del Príncipe de Soubise. Una vez realizada la unión, el ejército francés avanzó contra Fernando de Brunswick, que se encontraba cerca de un pueblo conocido como Kirch-Denkern a orillas del río Lippe. El 15 de julio, De Broglie atacó el ala izquierda aliada que estaba defendida por John Manners, Marqués de Grandy, pero fue rechazado. A la mañana siguiente, antes del amanecer, el ataque lo reanudó el Príncipe de Soubise, pero también fue repelido. La Batalla de Villinghausen terminó en victoria aliada sobre todo por la falta de coordinación de las tropas francesas a causa de las envidias y ambiciones de sus generales.

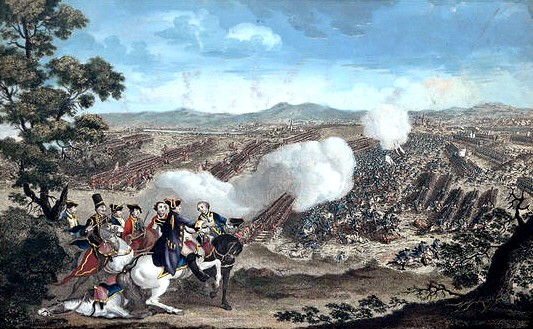
La batalla de Minden.

La campaña de 1762 se preveía difícil para Fernando de Brunswick. El Príncipe de Soubise mandaba un gran ejército que estaba acampado junto al río Weser con refuerzos que llegaron al mando de Louis Charles César Le Tellier, Duque de Estrées, vencedor de la batalla de Hastenbeck. Mientras tanto, en el bajo Rin otro ejército francés se ponía bajo el mando de Luis José de Borbón-Condé.
Soubise tomó posiciones cerca de Graubenstein en una zona de fácil defensa, con el centro situado en alto y el ala izquierda defendida por barrancos. El ala derecha se hallaba en el pueblo y a su mando se encontraba el Marqués de Castries. Fernando logró engañar a los generales franceses y el 24 de junio de 1762, con una maniobra envolvente, atacó desde todas las posiciones.
En la batalla de Wilhelmsthal los franceses perdieron 2.750 hombres y 162 oficiales.
El 23 de julio de 1762 volvía a vencer a un ejército franco-sajón al mando del Príncipe Francisco Javier de Sajonia en la batalla de Lutterberg.
El 1 de septiembre entabló combate con los franceses en Johannisberg, que terminó en derrota. En este combate Fernando fue herido de gravedad en la cadera por una bala y su vida corrió peligro durante varios días.
Tras esta batalla tomó la ciudad de Kassel y volvió a entablar combate contra los franceses, hasta que los hizo recular al lado occidental del Rin.
El 10 de febrero de 1763 se firmó el Tratado de París que ponía fin a la Guerra de los Siete Años. El mayor logro de Fernando de Brunswick fue convertir un ejército aliado, compuesto por tropas de varias nacionalidades, en una fuerza de combate efectiva, para lo que se requiere el talento de un diplomático consumado, así como las habilidades de un buen general. Él irradiaba confianza a todos los que estuvieron en contacto con él, y tuvo la suerte de poseer en el Marqués de Granby, su subordinado británico, un gran oficial. Fernando tenía una clara comprensión de las necesidades estratégicas de Prusia y comprendió que su objetivo era guardar las espaldas a Federico II.

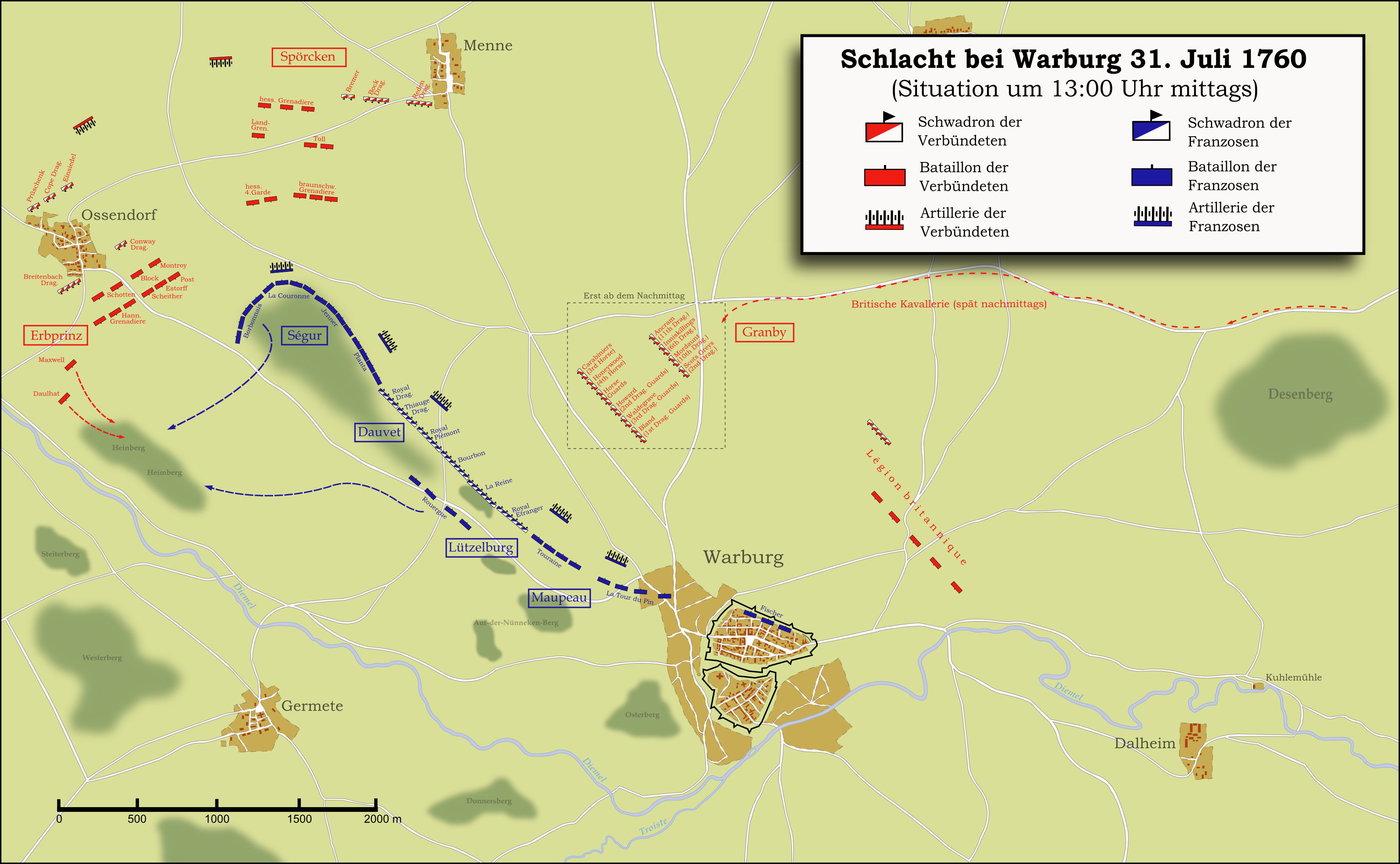
Plano de la batalla de Warburg.

### Vida tras la Guerra de los Siete Años
Volvió a ser nombrado gobernador de Magdeburgo entre 1763 y 1766, año en el que por una diferencia de opinión con Federico II renunció a su cargo y abandonó el servicio en el ejército prusiano.
La emperatriz María Teresa I de Austria le ofreció el puesto de mariscal de campo en el ejército del Sacro Imperio Romano Germánico, pero rechazó la oferta.
Jorge III de Inglaterra le propuso comandar las fuerzas británicas en América del Norte durante La Guerra de Independencia de los Estados Unidos, pero también lo rechazó y desde entonces solo se ocupó de administrar sus territorios.
Fernando murió en su casa de campo en Vechelde (Baja Sajonia, Alemania), el 3 de julio de 1792, fue enterrado en la cripta ducal de la Catedral de Brunswick, hasta que posteriormente su cuerpo fue llevado y enterrado en su finca de Vechelde. Sin embargo, dado que el féretro pronto estuvo en el agua allí, fue devuelto a la catedral dos años después, donde todavía se encuentra hoy.

## Fernando de Brunswick y la masonería
Fernando de Brunswick fue masón y tuvo una actividad destacada e influyente dentro de la organización. Fue iniciado en 1740 en la Logia de St. Charles de Brunswick y en 1764 ya es nombrado Gran Maestro del rito inglés de Brunswick.
En 1771 fue nombrado Protector del Rito de la Estricta Observancia Templaria por el Barón Karl Gotthelf von Hund y en 1772 es declarado Gran Maestro de las Logias Escocesas.
Estuvo presente en la reunión de 1782, que disolvió el sistema masón templario.
En 1783 se hizo miembro de los Iluminati y en 1786 recibió la dignidad de Jefe Maestro General de los Hermanos de Asia.